# Waase Wolf
Waase Wolf is een Belgisch biermerk. Het wordt gebrouwen door Brouwerij Boelens te Belsele, een deelgemeente van Sint-Niklaas.

## Achtergrond
Het bier wordt gebrouwen sinds 2001. De naam verwijst naar de angst die toen heerste voor een mogelijke wolf die zou rondzwerven in het Waasland, de Waaslandwolf. Eind 2000 – begin 2001 werden verschillende schapen doodgebeten. Uiteindelijk werd nooit opgehelderd wat er precies aan de hand was.

## Het bier
- Waase Wolf is een amberkleurig bier van hoge gisting met een alcoholpercentage van 6%. Bij de ingrediënten behoren tarwe (ongeveer 20%), karamelmout, curaçao en koriander.[3]